# Теорема Лебега о мажорируемой сходимости
Теорема Лебе́га о мажори́руемой сходимости — утверждение теории меры, согласно которому если сходящаяся почти всюду последовательность измеримых функций может быть ограничена по модулю сверху интегрируемой функцией, то все члены последовательности, а также предельная функция тоже интегрируемы. Более того, интеграл последовательности сходится к интегралу её предела.
Точная формулировка: если фиксировано пространство с мерой {\displaystyle (X,{\mathcal {F}},\mu )} и {\displaystyle \{f_{n}\}_{n=1}^{\infty }} и {\displaystyle f} — измеримые функции на {\displaystyle A\subseteq X}, причём {\displaystyle f_{n}(x)\to f(x)} почти всюду на {\displaystyle A}, тогда если существует определённая на том же пространстве интегрируемая на {\displaystyle A} функция {\displaystyle g} такая, что любая функция {\displaystyle |f_{n}(x)|\leqslant g(x)} почти всюду, то функции {\displaystyle f_{n},f} интегрируемы и:
{\displaystyle \lim \limits _{n\to \infty }\int \limits _{A}f_{n}(x)\,\mu (dx)=\int \limits _{A}f(x)\,\mu (dx)}.
Условие мажорированности последовательности {\displaystyle \{f_{n}\}} интегрируемой функцией {\displaystyle g} принципиально и не может быть опущено, как показывает следующий контрпример: для {\displaystyle (X,\;{\mathcal {F}},\;\mu )=([0,\;1],\;{\mathcal {B}},\;m)}, где {\displaystyle {\mathcal {B}}} — борелевская {\displaystyle \sigma }-алгебра на {\displaystyle [0,\;1]}, а {\displaystyle m} — мера Лебега на том же пространстве и функции {\displaystyle f_{n}(x)}, равной {\displaystyle n} при {\textstyle 0\leqslant x<{\dfrac {1}{n}}} или нулю в противном случае:
{\displaystyle f_{n}(x)={\begin{cases}n,&0\leqslant x<{\dfrac {1}{n}}\\0,&{\dfrac {1}{n}}\leqslant x\leqslant 1\end{cases}}},
последовательность {\displaystyle \{f_{n}\}} не может быть мажорирована интегрируемой функцией, и:
{\displaystyle \int \limits _{0}^{1}\lim \limits _{n\to \infty }f_{n}(x)\,m(dx)=0\neq 1=\lim \limits _{n\to \infty }\int \limits _{0}^{1}f_{n}(x)\,m(dx)}.
Теорема Фату — Лебега — цепь неравенств без условия сходимости почти всюду, обращающаяся утверждение теоремы Лебега при сходимости почти всюду.

## Приложение к теории вероятностей
Так как математическое ожидание случайной величины определяется как её интеграл Лебега по пространству элементарных исходов {\displaystyle \Omega }, теорема переносится и в теорию вероятностей. Пусть есть сходящаяся почти всюду последовательность случайных величин: {\displaystyle X_{n}\to X} почти всюду. Пусть в дополнение существует интегрируемая случайная величина {\displaystyle Y}, такая что {\displaystyle \forall n\in \mathbb {N} \quad |X_{n}|\leqslant Y} почти наверное. Тогда случайные величины {\displaystyle X_{n},\;X} интегрируемы и
{\displaystyle \lim \limits _{n\to \infty }\mathbb {E} X_{n}=\mathbb {E} X}.